# Doon (Iowa)
Doon ist eine Kleinstadt im US-Bundesstaat Iowa im Lyon County in der Nähe von Sioux Falls und Orange City. Das U.S. Census Bureau hat bei der Volkszählung 2020 eine Einwohnerzahl von 619 ermittelt.
Durch die Stadt fließt der Big Sioux River. Nahezu alle Einwohner sind in der Landwirtschaft beschäftigt.